# Ond (prénom)
Pour les articles homonymes, voir Ond (homonymie).
Ond est un prénom hongrois masculin.

## Étymologie
Ancien nom de personne hongrois, diminutif de ón « étain » ou plus probablement de ó « vieux », et l'un des sept chefs magyars selon Anonymus.

## Fête
Les Ond sont fêtés le 17 juillet.